# 阿韦利亚内达 (阿维拉省)
阿韦利亚内达，是西班牙卡斯蒂利亚-莱昂阿维拉省的一个市镇。 总面积10km2, 总人口35人（2001年），人口密度4人/km2。